# Happy Songs for Happy People
Happy Songs for Happy People — четвёртый студийный альбом шотландской рок-группы Mogwai, вышедший в 2003 году.

## Об альбоме
Happy Songs for Happy People был сведен в студии «Cava Studios», Глазго. Дизайн альбома — «Divine Inc.»
По сравнению с предыдущими альбомами, звучание этой пластинки переполнено электронными звуками. Синтезаторы и фортепиано часто берут главную роль в этом альбоме, что делает «Happy Songs for Happy People» звучным.
Обычный вокалист Mogwai Стюарт Брейсвейт в этом альбоме не поет, это делают Барри Бернс («Hunted by a Freak», «Killing All the Flies») и Джон Каммингс («Boring Machines Disturbs Sleep»).
Компакт-диск содержит демонстрационную версию «Steinberg Cubase» для каждого инструмента в «Hunted by a Freak», позволяющим смешивание и восстановление песни.
У предварительного показа этого альбома главной темой была композиция «Happy Tree Friends» и некоторые из поклонников были весьма расстроены, купив этот диск и не найдя её там.

## Список композиций
| №  | Название                         | Ведущий вокал | Длительность |
| -- | -------------------------------- | ------------- | ------------ |
| 1. | «Hunted by a Freak»              | Барри Бернс   | 4:18         |
| 2. | «Moses? I Amn’t»                 |               | 2:59         |
| 3. | «Kids Will Be Skeletons»         |               | 5:29         |
| 4. | «Killing All the Flies»          | Барри Бернс   | 4:35         |
| 5. | «Boring Machines Disturbs Sleep» | Джон Каммингс | 3:05         |
| 6. | «Ratts of the Capital»           |               | 8:27         |
| 7. | «Golden Porsche»                 |               | 2:49         |
| 8. | «I Know You Are But What Am I?»  |               | 5:17         |
| 9. | «Stop Coming to My House»        |               | 4:53         |

- В Японском бонус-издании есть песня «Sad DC» (4:34).

## Участники записи
- Стюарт Брейсвейт — гитара, вокал
- Доминик Эйтчисон — бас-гитара
- Мартин Баллок — ударные
- Джон Каммингс — гитара
- Барри Бёрнс – пианино, гитара